# Antonín Vilde
Antonín Vilde (ur. 17 sierpnia 1935 w Mileticach, zm. 18 września 1963 w Pardubicach) – czechosłowacki żużlowiec.

## Życiorys

### Kariera sportowa
W 1952 roku nabył motocykl od Jana Lucáka motocykl marki Walter o pojemności 350 cm2, na którym startował w wyścigach ulicznych. W 1957 roku, kiedy rozpoczęło się formowanie drużyny ligowej mającej reprezentować kraj praski w lidze czechosłowackiej, przystąpił do AK Slaný, zachęcony możliwością korzystania z klubowego sprzętu. Na żużlu zadebiutował w maju 1958 roku podczas zawodów w Větřní, w tym samym sezonie wystąpił w co najmniej 3 meczach ligowych oraz jako rezerwa toru podczas rundy indywidualnych mistrzostwa Czechosłowacji rozegranej w Slaným, podczas której z 2 punktami zajął 16. miejsce. Występ ten dał mu nominację do rozgrywanego jesienią tournée z udziałem czołowych zawodników czechosłowackich i zagranicznych. Sezon 1959 rozpoczął od udziału w zgrupowaniu reprezentacji, ale w kończącym go turnieju kontrolnym był jedynie rezerwowym. Rok później zadebiutował w eliminacjach indywidualnych mistrzostw świata 1960, zajmując w ćwierćfinale kontynentalnym rozegrany w Libercu 12. miejsce. Sezon zakończył w mocno obsadzonym turnieju międzynarodowym kończącym sezon w Slaným, gdzie zajął 5. lokatę, ulegając jedynie Igorowi Plechanowowi, Leifowi Larssonowi, Antonínowi Kasperowi i Sörenowi Sjöstenowi. W 1961 roku po raz pierwszy został stałym uczestnikiem mistrzostw kraju, w czterorundowym cyklu zajął 18. miejsce i ponownie startował w eliminacjach IMŚ, w pierwszym występie za żelazną kurtyną, w zachodnioniemieckim Abensbergu zajął 13. miejsce. Występy w 1962 rozpoczął 7 kwietnia od startu w eliminacjach indywidualnych mistrzostw świata na stadionie Prater w Wiedniu. 8 punktów i 6. miejsce dały mu awans do finału kontynentalnego w Warszawie. Zdobył tam 3 punkty, pokonując jedynie Alfreda Sitzwohla, pozostałe 2 punkty zebrał po upadkach Jana Malinowskiego i Jana Kusiaka.

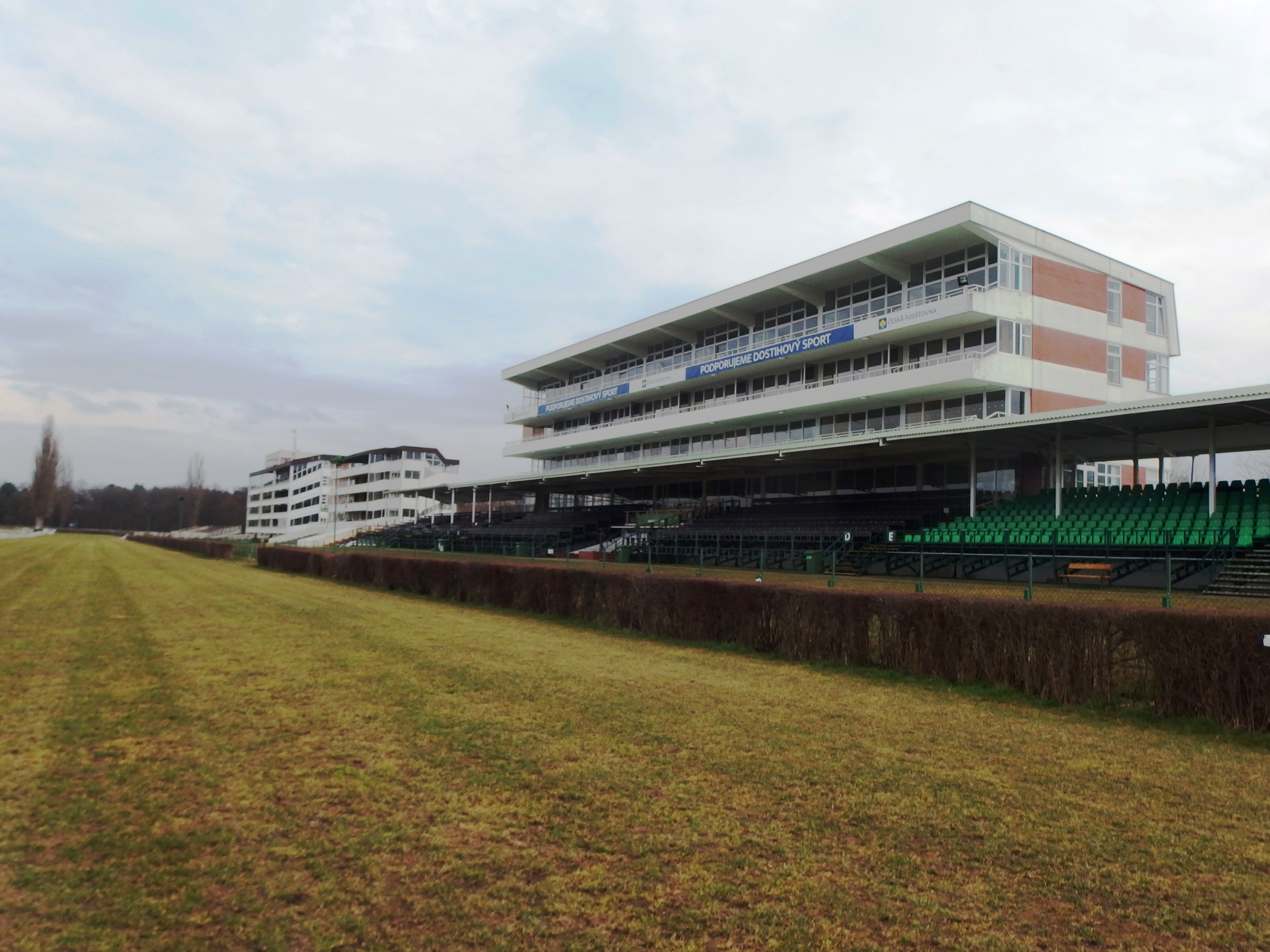
Antonín Vilde odniósł śmiertelny wypadek podczas 15. turnieju o Złoty Kask Czechosłowacji, rozgrywanego wówczas na torze wyścigów konnych w Pardubicach

Sezon 1963 w Czechosłowacji stał pod znakiem zawieszenia rozgrywek ligowych oraz niedostatku pozostałych zawodów. Vilde wystartował jedynie w Mšenie, gdzie bez zdobyczy punktowej zajął ostatnie miejsce. Ze względu na brak startów latem pracował jako żniwiarz. Kolejnym występem zawodnika miał być udział w Zlatej Přilbie. Turniej, do którego organizacji wrócono w 1961 roku po 10 letniej przerwie, uważany był za niebezpieczny, gdyż ścigano się na nim jednocześnie na motocyklach szosowych, terenowych i żużlowych. W trakcie zawodów zanotował upadek na pierwszym łuku, z poważnymi obrażeniami głowy trafił na oddział intensywnej terapii szpitala w Pardubicach, gdzie zmarł 3 dni później. Po śmierci zawodnika zaniechano dalszego rozgrywania turnieju na torze wyścigów konnych i od 1964 roku odbywa się on na stadionie Svítkov. Śmierć Vildego i pozostałych uczestników "Přilby" została upamiętniona pomnikiem w zalesionej części toru konnego.  
Sekretarz zawodów Josef Kafka w protokole napisanym do urzędu zabezpieczenia socjalnego napisał następująco:
”Towarzysz Vilde został nominowany na międzynarodowe zawody motocyklowe na torze trawiastym Zlatá Přilba Czechosłowacji w roku 1963 w dniach 14. i 15. września 1963. W sobotę 14.09.1963 brał udział w normalnym treningu, a jego sprzęt został poddany badaniu komisji technicznej Centralnego Autoklubu i dopuszczony do zawodów. Zawodnik przed zawodami był zdrowy i nie uskarżał się. Po starcie zawodów w pierwszym łuku od głównej trybuny, przy prędkości 50-60 km/h zawodnik nie opanował motocykla, spadł z niego na tor i doznał poważnego urazu głowy. Został stamtąd przewieziony do powiatowego szpitala w Pardubicach na oddział pourazowy, gdzie została mu udzielona pomoc i pozostawiono na leczenie. Odniesione rany były tak poważne, że po dwóch dniach zmarł. W ten sam sposób przedstawiają ten śmiertelny uraz także świadkowie wypadku - członkowie kierownictwa AMK Pardubice”.
W karcie informacyjnej z leczenia szpitalnego lekarz zdiagnozował wstrząśnienie mózgu trzeciego stopnia, zmiażdżenie pnia mózgu i złamanie lewej kości szczękowej.

## Życie prywatne
Urodził się 17 sierpnia 1935 roku, we wsi Miletice, w gminie Černuc, niedaleko Velvar, jako syn właściciela zakładu produkującego wywrotki. Miał brata Vaclava. Na początku lat pięćdziesiątych otrzymał od ojca pierwszy motocykl marki ČZ, na którym rozpoczął starty w wyścigach szosowych. W latach 1954–1956 obywał służbę wojskową w jednostce lotniczej w Pardubicach. Od 1957 roku zamieszkiwał dom przy placu welwarskim w Mileticach.
Miał dwoje dzieci, Alenę i Antonína juniora, późniejszego prezesa klubu AK Slaný.

## Przynależność klubowa
Czechosłowacja
- KAMK Praha-venkov / AK Slaný (1958–1963)

## Osiągnięcia

### Indywidualne mistrzostwa Czechosłowacji na żużlu
- 1960: 17. miejsce
- 1961: 18. miejsce

### Drużynowe mistrzostwa Czechosłowacji na żużlu
- 1958: 3. miejsce w II klasie
- 1959: 2. miejsce w II klasie
- 1960: 2. miejsce w II klasie
- 1961: 2.-3. miejsce w 2. lidze
- 1962: 2. miejsce w 2. lidze

## Upamiętnienie
Od 1971 roku w Slaným rozgrywany jest Memoriał Antonína Vildego.